# Agathomyia zetterstedti
Agathomyia zetterstedti är en tvåvingeart som först beskrevs av Johan August Wahlberg 1844.  Agathomyia zetterstedti ingår i släktet Agathomyia och familjen svampflugor. Enligt den svenska rödlistan är arten nära hotad i Sverige. Arten förekommer i Götaland. Arten har tidigare förekommit i Svealand men är numera lokalt utdöd. Artens livsmiljö är våtmarker, skogslandskap. Inga underarter finns listade i Catalogue of Life.